# Lyalyalo
Lyalyalo är en ort i Azerbajdzjan.   Den ligger i distriktet Qax Rayonu, i den nordvästra delen av landet, 290 km väster om huvudstaden Baku. Lyalyalo ligger 172 meter över havet och antalet invånare är 474.
Terrängen runt Lyalyalo är platt åt nordost, men åt sydväst är den kuperad. Närmaste större samhälle är Aliabad, 15,1 km norr om Lyalyalo.
Trakten runt Lyalyalo består till största delen av jordbruksmark. Runt Lyalyalo är det ganska glesbefolkat, med 35 invånare per kvadratkilometer.